# Wolfgang Meyer-Sabellek

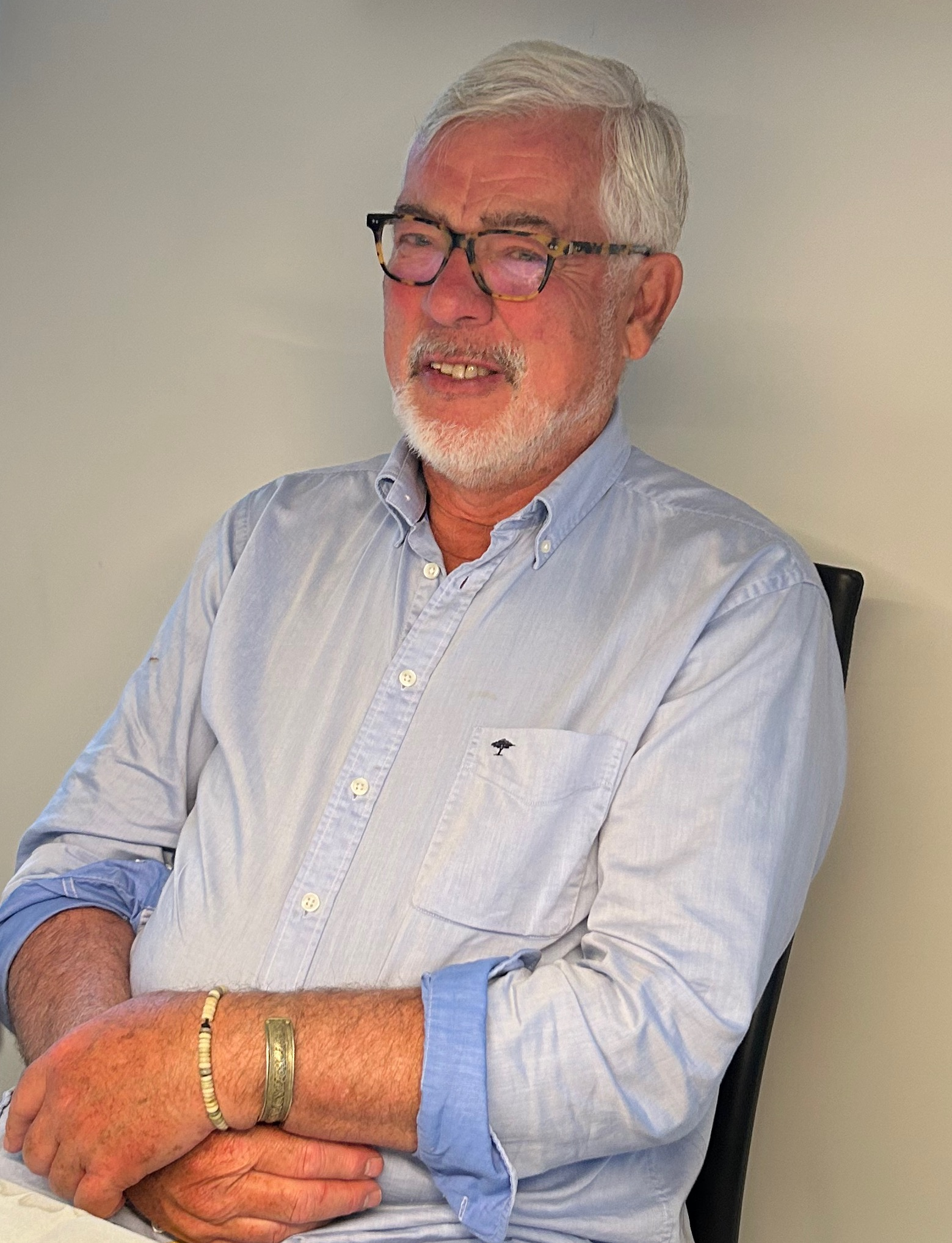
Meyer-Sabellek in Berlin 2023

Wolfgang Meyer-Sabellek (* 30. März 1948 in Tegernsee) ist ein deutscher Arzt, Manager und Hochschullehrer.

## Leben

### Akademischer Werdegang
Meyer-Sabellek besuchte das Wöhlergymnasium in Frankfurt am Main. Nach dem Abitur studierte er von 1967 bis 1973 Medizin in Frankfurt am Main an der Johann Wolfgang Goethe-Universität. 1975 erhielt er seine Approbation und promovierte sich 1977 zum Dr. med. Von 1977 bis 1979 forschte er als Stipendiat der Deutschen Forschungsgemeinschaft (DFG) und der Kidney Foundation am U.S. Medical Center in Los Angeles, Div. of Nephrology, zum Knochenstoffwechsel. Nach seiner Rückkehr nach Deutschland war er von 1979 bis 1989 am Universitätsklinikum Steglitz (heute: Charité) in Berlin tätig. Dort legte er 1985 die Facharztprüfung  ab (Internist und Nephrologe), 1987 erlangte er die Zusatzqualifikation zum Sportmediziner. Ebenfalls 1987 wurde er von der Freien Universität Berlin mit einer Untersuchung zur indirekten 24-Stunden-Blutdruckmessung habilitiert („Indirekte 24-Stunden-Blutdruckmessung, Untersuchung zur Wertigkeit in der Diagnostik und Therapiekontrolle der arteriellen Hypertonie“). Basierend auf den hierbei gewonnenen Ergebnissen, initiierte er 1989 die erste internationale Konsensuskonferenz zum „24 h Ambulatory Blood Pressure Monitoring“, die von ISH, WHL und WHO gefördert wurde. 1990 erhielt er von der Freien Universität Berlin die Ernennung zum außerplanmäßigen Professor.
1994 wurde Meyer-Sabellek zum „Member of the Most Cited Researchers (Science Impact Index = SII)“. Er war und ist bis heute für zahlreiche wissenschaftliche Einrichtungen als Gutachter und Beirat tätig, so für die FDA (U.S. Food and Drug Administration: Advisor on Ambulantory Blood Pressure Monitoring/Presenting and Advising strategic clinical Research in the Development of new Thrombolytics), für die Charité, die Deutsche Gesellschaft für Angiologie und für die Europäische Kommission. Neben seinen Tätigkeiten als Entwicklungsleiter in der Industrie und später als wissenschaftlicher Berater lehrte Meyer-Sabellek stets auch an der Charité, wo er zudem von 2002 bis 2009 am Institut für Sozialmedizin auch wissenschaftlich tätig war. Bis heute hält Meyer-Sabellek Vorlesungen an der Charité und betreut Doktoranden.

### Manager und Entwicklungsleiter
Von 1989 bis 2007 war Meyer-Sabellek als Entwicklungsleiter zur Erforschung, Entwicklung und Zulassung neuer Wirkstoffe in der Pharmaindustrie tätig. Zunächst leitete er bei Boehringer Mannheim die globale klinische Entwicklung für Kardiologie und Angiologie, 1995 wechselte er als Vice President zur Astra GmbH, später AstraZeneca GmbH Deutschland und war dort Medizinischer Direktor für den deutschsprachigen Raum (DACH) sowie leitendes Mitglied im GCRRC (Global Clinical Research Review Committee) und im GMDLT (Global Medical Directors Leading Team).
Im Rahmen seiner Tätigkeit bei Boehringer Mannheim war er maßgeblich beteiligt an der Entwicklung und globalen Zulassung des ersten Doppel-Bolus-Thrombolytikums (Reteplase), des ersten β-Blockers für die Behandlung von Herzinsuffizienz (Carvedilol) und des langwirksamen Schleifendiuretikums (Torasemid). Bei der Astra bzw. der AstraZeneca leitete er als Medizinischer Direktor für die DACH-Region wesentliche Teile der klinischen Entwicklung und Zulassung von Medikamenten in kardiovaskulären (Antihypertensiva, Lipidsenker und Thrombolytika), gastroenterologischen und antiinflammatorischen Indikationen. Daneben zählten COPD, Asthma, Onkologie und Erkrankungen des zentralen Nervensystems sowie des Knochenstoffwechsels zu seinen Arbeitsgebieten als Entwicklungsleiter.
Seit 2007 ist Meyer-Sabellek als klinisch-wissenschaftlicher Berater für Pharma- und Biotech-Unternehmen, wissenschaftliche Einrichtungen und Universitätskliniken tätig und gesucht. Daneben nimmt er weiterhin seine Aufgaben als wissenschaftlicher Gutachter und als Hochschullehrer an der Charité wahr. Er ist Autor und Coautor von ca. 300 wissenschaftlichen Publikationen.
Wolfgang Meyer-Sabellek lebt in Berlin und hat fünf Kinder.

## Werke
- Indirekte 24-Stunden Blutdruckmessung : Methodik und klinische Bedeutung. Meyer-Sabellek, Wolfgang, W. Meyer-Sabellek und R. Gotzen (Hrsg.) Darmstadt : Steinkopff, 1988.
- Blood Pressure Measurement. New Techniques in Automatic and 24-hour Indirect Monitoring. W. Meyer-Sabellek et al. (Hs.),Darmstadt, New York 1990
- Krebsforschung-gesellschaftliche-Herausforderung, Nikolaus-Knoepffler, Dagmar Schimpanski, Otmar D. Wiestler, Ernst-Ludwig Winnacker (Hg.), 2008
- Good Clinical Practice: Die 13 GCP-Standards für Prüfärzte zur Durchführung klinischer Prüfungen unter Berücksichtigung der 12. AMG-Novelle und der GCP-Verordnung, AstraZeneca (Hg.), Autoren Wolfgang Meyer-Sabellek, Detlef Geiges, Elfi Schachner-Wünschmann
- Die 23 GCP-Standards für Sponsoren zur Durchführung klinischer Prüfungen: Unter Berücksichtigung deer 12. AMG-Novelle und der GCP-Verordnung, Wolfgang Meyer-Sabellek, Doris Henn, Elfi Schachner-Wünschmann

| Personendaten    | Personendaten                               |
| ---------------- | ------------------------------------------- |
| NAME             | Meyer-Sabellek, Wolfgang                    |
| KURZBESCHREIBUNG | deutscher Arzt, Manager und Hochschullehrer |
| GEBURTSDATUM     | 30. März 1948                               |
| GEBURTSORT       | Tegernsee                                   |